# Klaus Löwitsch
Klaus Löwitsch (Berlín, 8 d'abril de 1936 − Múnic, 3 de desembre de 2002) va ser un actor alemany, conegut sobretot a Alemanya pel seu paper protagonista en la sèrie de detectius Peter Strohm.
Va aparèixer en diverses pel·lícules dirigides per Rainer Werner Fassbinder, començant amb Pioners en Ingolstadt (1971) i  incloent-hi Welt am Draht (1972) i El matrimoni de Maria Braun (1979).
Les seves pel·lícules en llengua anglesa inclouen Creu de ferro (1977), Odessa (1974), Firefox (1982) i Desesperació de Fassbinder (1978).
Va néixer a Berlín i va morir a Múnic de càncer pancreàtic.

## Filmografia
Filmografia:
| Any       | Títol                                       | Role                 | Director                 | Notes                     |
| --------- | ------------------------------------------- | -------------------- | ------------------------ | ------------------------- |
| 1971      | Pioniere in Ingolstadt                      | Sergeant             | Rainer Werner Fassbinder | Telefilm                  |
| 1971      | The Merchant of Four Saisons                | Harry                | Rainer Werner Fassbinder |                           |
| 1971      | Das Messer                                  | Frank Batman         | Rolf von Sydow           | Minisèrie TV              |
| 1973      | Desaster                                    | Urs Werther          | Reinhard Hauff           | Telefilm                  |
| 1973      | World on a Wire                             | Fred Stiller         | Rainer Werner Fassbinder | Telefilm                  |
| 1973      | Die blutigen Geier von Alaska               | Lapporte             | Harald Reinl             |                           |
| 1973      | Hubertus Castle                             | Schipper             | Harald Reinl             |                           |
| 1974      | Der Jäger von Fall                          | Lenz                 | Harald Reinl             |                           |
| 1974      | Odessa                                      | Gustav Mackensen     | Ronald Neame             |                           |
| 1974      | Zwei himmlische Dickschädel                 | Kamberger            | Werner Jacobs            |                           |
| 1975      | Rosebud                                     | Schloss              | Otto Preminger           |                           |
| 1976      | Shadow of Angels                            |                      | Daniel Schmid            |                           |
| 1976      | Die Brüder                                  | Frank Fachmin        | Wolf Gremm               |                           |
| 1977      | La creu de ferro (Cross of Iron)            | Krüger               | Sam Peckinpah            |                           |
| 1978      | Desesperació (Despair)                      | Felix                | Rainer Werner Fassbinder |                           |
| 1979      | Tatort: Die Kugel im Leib                   | Paco                 | Wolfgang Staudte         | TV                        |
| 1979      | Breakthrough                                | Krüger               | Andrew V. McLaglen       |                           |
| 1979      | Die Ehe der Maria Braun                     | Hermann Braun        | Rainer Werner Fassbinder |                           |
| 1980      | Desideria: la vita interiore                | Tiberi               | Gianni Barcelloni Corte  |                           |
| 1981      | Exil                                        | Sepp Trautwein       | Egon Günther             | Minisèrie TV              |
| 1981      | Sonderdezernat K1: Die Rache eines V-Mannes | Harry Wolters        | Alfred Weidenmann        | TV                        |
| 1982      | Night Crossing                              | Schmolk              | Delbert Mann             |                           |
| 1982      | Tatort: So ein Tag...                       | Rolfs                | Jürgen Roland            | TV                        |
| 1982      | Firefox                                     | General Vladimirov   | Clint Eastwood           |                           |
| 1984      | Eine Art von Zorn                           | Kai Haller           | Uli Edel                 | Telefilm                  |
| 1985      | Tatort: Acht, neun – aus                    | Dietze               | Jürgen Roland            | TV                        |
| 1985      | Gotcha!                                     | Vlad                 | Jeff Kanew               |                           |
| 1985      | Kaminsky                                    | Kaminsky             | Michael Lähn             |                           |
| 1987      | Treasure Island in Outer Space              | Capità Smollet       | Antonio Margheriti       | Minisèrie TV              |
| 1989-1996 | Peter Strohm                                | Peter Strohm         |                          | Minisèrie TV, 63 episodis |
| 1997      | Das Urteil                                  | Siegfried Rabinovicz | Oliver Hirschbiegel      | Telefilm; Grimme-Preis    |
| 2001      | Feindliche Übernahme - althan.com           | Willi Konrad         | Carl Schenkel            |                           |
| 2001      | What to Do in Case of Fire?                 | Manowski             | Gregor Schnitzler        |                           |
| 2002      | Extreme Ops                                 | Slobodan Pavlov      | Christian Duguay         |                           |